# Giuseppe Biava
Giuseppe Biava (Seriate, Lombardía, Italia; 8 de mayo de 1977) es un exfutbolista italiano que se desempeñaba como defensor.

## Clubes

### Como jugador
| Club          | País   | Año       |
| ------------- | ------ | --------- |
| Albinese      | Italia | 1995-1998 |
| AlbinoLeffe   | Italia | 1998-1999 |
| Biellese      | Italia | 2000-2001 |
| AlbinoLeffe   | Italia | 2001-2003 |
| US Palermo    | Italia | 2004-2008 |
| Genoa         | Italia | 2008-2010 |
| SS Lazio      | Italia | 2010-2014 |
| Atalanta B.C. | Italia | 2014-2015 |

### Como entrenador
| Club        | País   | Año       |
| ----------- | ------ | --------- |
| AlbinoLeffe | Italia | 1995-1998 |